# Sarlós Márton
Sarlós Márton, 1905-ig Spitz (Budapest, 1886. február 5. – Budapest, 1971. október 1.) jogtörténész, egyetemi tanár, az állam- és jogtudományok kandidátusa (1959).

## Élete
Spitz József zsákkölcsönző és Goldfinger Katalin gyermekeként született izraelita családban. Jogi tanulmányait a Budapesti Tudományegyetemen végezte, ahol 1907-ben avatták doktorrá. 1911 júniusától a fővárosban dolgozott ügyvédként. Az első világháború második évében orosz hadifogságba esett és 1920-ig egy Irkutszk környéki hadifogolytáborban élt. 1920 és 1921 között a külügyi népbiztosság alkalmazottja és német nyelvi előadója volt a moszkvai Szverdlov Egyetemen. 1921 decemberében hazatért és folytatta ügyvédi tevékenységét. A második világháború után a Magyar Kommunista Párt aktív tagja volt. 1945-től a népbíróságok, majd a szocialista bírósági szervezet kialakításában és fejlesztésében vett részt, előbb mint a Népbíróságok Országos Tanácsának tanácsvezetője, majd 1946-tól 1948-ig másodelnöke. 1948 júniusában kinevezték a Budapesti Büntetőtörvényszék elnökévé, 1950-ben pedig a Budapesti Megyei Bíróság elnökévé. 1954-től 1962-es nyugdíjazásáig az Eötvös Loránd Tudományegyetem Állam-és Jogtudományi Karának tanszékvezető egyetemi tanáraként dolgozott.
Temetése Budapesten, a Farkasréti temetőben volt.

## Magánélete
Házastársa Weiss Aliz (1903–1971) volt, akit 1929. június 4-én Budapesten, a Terézvárosban vett nőül. 1938-ban áttértek a római katolikus vallásra.

## Főbb művei
- Vízjog és malomipar (Budapest, 1930)
- A polgári perrendtartás egységes szerkezete (Budapest, 1932)
- Egyetemes állam- és jogtörténet (egyetemi tankönyv, Bónis Györggyel, Budapest, 1957)
- A munkásmozgalom harca Magyarországon a XX. században a választójogért és a szabadságjogokért (Budapest, 1958)
- Széchenyi és a feudális jogrend átalakulása (Budapest, 1960)
- A Tanácsköztársaság forradalmi törvényszékei (Budapest, 1971)

## Díjai, elismerései
- Magyar Népköztársaság Érdemrend V. fokozata (1947)
- Munka Érdemrend (1956; 1962)
- Munka Érdemrend arany fokozata (1970)